# Funeral (Band)
Funeral ist eine Melodic-Death-Doom-Band aus Norwegen. Thematisch beschäftigen sich die Liedtexte mit Einsamkeit, Trauer und Schicksal.

## Geschichte
1993 nahm die Band ihr erstes Demo Tristesse auf, das 1994 als Mini-CD von dem amerikanischen Label Wild Rags Records veröffentlicht wurde. Damals ordnete sich die Band stilistisch noch dem Funeral Doom zu, was ihnen nach eigenen Angaben durch dieses Demo den Titel „the most depressing band in the world“ einbrachte. Nach dieser Auszeichnung entschlossen sich Funeral, mehr symphonische Elemente in ihre Musik einzuarbeiten, was auf ihrem Demo Beyond All Sunsets zu hören ist.
1994 kam die Sängerin Toril Snyen in die Band, womit sie eine der ersten Extreme-Doom-Bands mit weiblicher Gesangsstimme und The-Beauty-and-the-Beast-Gesang wurde. 1995 wurde ihr Album Tragedies über das Label Arctic Serenades veröffentlicht. Noch im selben Jahr trennte sich die Band wieder von Toril Snyen.
Im darauffolgenden Jahr ging die Gruppe nach England, um zehn Titel ohne Gesang in den Academy Studios aufzunehmen und arbeitete mit Bands wie My Dying Bride, Anathema und Cradle of Filth zusammen. Daraufhin holte sich die Band Sarah Eick als Sängerin und vollendeten die Hälfte der Titel, die sie im Studio aufgenommen hatten. Das Endergebnis war ein Demo von 1997 mit fünf Titeln, von welchem nur einige Kopien existieren, die an Plattenlabel, Radiostationen und seriöse Magazine weltweit verschickt wurden. Dieses Demo ist auch unter dem Namen To Mourn Is a Virtue bekannt.
Danach trennte sich die Gruppe von ihrer Sängerin, wobei aber mit Hanne Hukkelberg schnell ein Ersatz gefunden wurde. Funeral nahmen ein weiteres Demo 1999 auf, und wieder wurden nur wenige Kopien davon an Plattenlabel, Radiostationen und Magazine verschickt. Dieses Demo wurde unter dem Namen The Passion Play bekannt.
2002 brachten sie ihr Album In Fields of Pestilent Grief bei dem italienischen Plattenlabel Nocturnal Music heraus.
Einar Andre Fredriksen, der neben seiner Tätigkeit als Bassist gleichzeitig für das Songwriting der Band zuständig war, beging am 10. Januar 2003 Suizid. Aufgrund dessen stand die Band kurz vor ihrer Auflösung und lag anderthalb Jahre auf Eis. In der Zwischenzeit agierten einige der Bandmitglieder als Fallen und vertonten Gedichte Fredriksens. 2005 begann man mit einem neuen Lineup mit den Aufnahmen zum Album From these Wounds.
Im April 2006 wurden das Album Tragedies zusammen mit dem Demo Tristesse neu gemastert und zusammen mit drei Bonustracks aus den Aufnahmesessions zu Beyond All Sunsets als Doppel-CD von dem finnischen Label Firebox Records neu veröffentlicht.
Am 28. Oktober 2006, sechs Wochen vor Veröffentlichung des Albums From these Wounds, wurde der Funeral-Gitarrist Christian Loos tot in seiner Wohnung aufgefunden. Seinen Platz als Gitarrist nahm Mats Lerberg ein.
2007 verließ Gitarrist Kjetil Ottersen die Band und wurde durch Erlend Nybø ersetzt.
Im Jahr 2008 trennte sich die Gruppe von ihrem Label Tabu Records und begann die Arbeiten an ihrem neuen Album As the Light Does the Shadow, das Ende September desselben Jahres über Indie Records veröffentlicht wurde.
Am 26. April 2010 wurde Sindre Nedland als neuer Sänger, sowie der Bruch mit Indie Records, bekannt gegeben. Der neue Bassist Rune Gandrud wurde am 7. Dezember 2011 vorgestellt. Das Album To Mourn Is a Virtue, dessen Lieder zum größten Teil auf unveröffentlichte Demos basiert, wurde am 24. Mai 2011 über das russische Label Solitude Productions veröffentlicht.
Im Februar 2012 wurde auf der Website der Band ein neues Albums mit dem Titel Oratorium angekündigt, Ende November des Jahres wurde das Album über Grau Records veröffentlicht.
Am 30. September des Jahres 2021 kündigte die Band mit der Veröffentlichung des Songs Ånd und dem zeitgleich erschienen Musikvideo, ein neues Album mit dem Titel Praesentialis in Aeternum an, welches am 10. Dezember unter Season of Mist, veröffentlicht wurde. Tom Lubowski rezensierte das Album im Metal Hammer und urteilte, Funeral gehören zu den "von pathetischer Schwere getragenen Doom-Perlen, die sich mit ihren langatmigen Riffs und Sakralgesängen in die Gehörgänge von Epik-Fanatikern fräsen". Er lobte außerdem, dass "Gespann auf der Höhe seines Schaffens" in "ausgefeilter Langsamkeit daher" schleichen.

## Diskografie
- 1993: Tristesse (Demo, Selbstverlag; 1994: Wild Rags, EP)
- 1994: Beyond All Sunsets (Demo, Selbstverlag)
- 1995: Tragedies (Album, Arctic Serenades)
- 1997: Demo ‘97 (Demo, inoffizieller Titel: To Mourn Is a Virtue)
- 1999: Demo ‘99 (Demo, inoffizieller Titel: The Passion Play)
- 2002: In Fields of Pestilent Grief (Album, Nocturnal Music)
- 2006: Tragedies | Tristesse (Neuveröffentlichung als Doppel-CD)
- 2006: From These Wounds (Album, Candlelight Records)
- 2008: As the Light Does the Shadow (Album, Indie Recordings)
- 2011: To Mourn Is a Virtue (Album, Solitude Productions)
- 2012: Oratorium (Album, Grau Records)
- 2021: Praesentialis In Aeternum (Album, Season of Mist)